# Контроль за движением капитала
Контроль за движением капитала — действия властей отдельной страны по регулированию притоков и оттоков по счёту движения капиталов, к регулированию которых относят налоги на банковские транзакции, прочие ограничения или прямые запреты. Эти меры могут быть общеэкономическими либо отраслевыми (обычно касаются финансового сектора либо стратегических отраслей). Они могут применяться ко всем потокам капиталов или к различным по типу и продолжительности потокам (заемные средства, собственный капитал, прямые инвестиции; краткосрочные, среднесрочные и долгосрочные).
К методам контроля за движением капитала относят валютный контроль, который запрещает или ограничивает покупку и продажу национальной валюты по рыночному курсу; ограничения на разрешенный объём международной торговли финансовыми активами; налоги на транзакции; минимальные требования к резидентству, требования об обязательном разрешении на вывоз денег гражданином из страны или ограничения на вывоз.
Контроль за движением капитала был неотъемлемой частью Бреттон-Вудской системы, которая возникла после Второй мировой войны и просуществовала до начала 1970-х годов. В этот период экономический мейнстрим впервые одобрил установление контроля за движением капитала. В 1970-х годах экономисты, сторонники свободного рынка, все больше убеждали своих коллег в том, что контроль за движением капитала вреден. США, правительства западных стран и многие финансовые институты, такие как Международный валютный фонд (МВФ) и Всемирный банк, стали критически подходить к контролю за движением капитала и убедили многие страны отказаться от него, чтобы способствовать финансовой глобализации.
Латиноамериканский долговой кризис начала 1980-х годов, азиатский финансовый кризис конца 1990-х годов, российский экономический кризис 1998—1999 годов и финансовый кризис 2007—2008 годов, однако, выявили риски, связанные с волатильностью потоков капитала. Это побудило многие страны — даже страны с относительно свободным движением капитала — использовать средства контроля наряду с макроэкономической политикой для смягчения влияния волатильных потоков на экономику.
После глобального финансового кризиса, когда приток капитала в развивающиеся страны резко увеличился, группа экономистов МВФ обрисовала инструменты управления макроэкономическими и финансовыми рисками, связанными с волатильностью потоков капитала. Предлагаемый инструментарий позволял осуществлять контроль за движением капитала. Это исследование, а также последующее исследование, посвященное проблемам финансовой стабильности, возникающим из-за волатильности потоков капитала, хоть и не отражали официальную точку зрения МВФ, тем не менее оказали влияние на обсуждения в среде политиков и в международном сообществе и, в конечном итоге, изменили подход МВФ.
Однако растущий контроль за движением капитала поднимает множество вопросов международной координации, о чём, например, заявляла G20, повторяя озабоченность, высказанную Джоном Мейнардом Кейнсом и Гарри Декстером Уайтом более шести десятилетий назад.

## История

### До Первой мировой войны
До XIX века необходимость в контроле за движением капитала была незначительной из-за слабого развития международной торговли и финансовой интеграции. В первую эпоху глобализации, к которой обычно относят период 1870—1914 гг., контроль за движением капитала практически отсутствовал.

### От Первой до Второй мировой войны: 1914—1945
С началом Первой мировой войны был введен строгий контроль за движением капитала. В 1920-е гг. контроль был в целом ослаблен, но после биржевого краха 1929 года снова усилен. Эти изменения были скорее спонтанной реакцией на потенциально опасные внешние факторы, чем проявлением развития экономической теории. Экономист Барри Эйхенгрин предположил, что использование мер контроля за движением капитала достигло пика во время Второй мировой войны, но большая часть ученых считает, что наиболее широкое внедрение произошло после Бреттон-Вудской конференции.
Примером контроля за движением капитала в межвоенный период был налог на побег из Рейха, введенный в 1931 году канцлером Германии Генрихом Брюнингом. Налог был призван ограниичить вывоз капитала из страны богатыми жителями. В то время Германия страдала от экономических трудностей из-за Великой депрессии и суровых военных репараций, введенных после Первой мировой войны. После прихода нацистов к власти в 1933 году налог был превращен в конфискацию денег и имущества у евреев, бежавших из государства из-за антисемитизма.

### Бреттон-вудская эра: 1945—1971
После Второй мировой войны были введены строгие и всеобъемлющие меры контроля за движением капитала в рамках недавно созданной Бреттон-Вудской системы. Считалось, что это позволит защитить интересы простых людей и экономики в целом. Эти меры были популярны, поскольку в то время мнение западной общественности было настроено против международных банкиров, и их обвиняли в Великой депрессии. Кейнс, один из главных архитекторов Бреттон-Вудской системы, рассматривал контроль за движением капитала как постоянную характеристику международной валютной системы, хотя он и соглашался с тем, что конвертируемость текущих операций должна быть восстановлена после того, как международная обстановка стабилизируется. По сути это означало, что валюты должны быть свободно конвертируемы для целей международной торговли товарами и услугами, но не для операций по счету движения капитала. Большинство промышленно развитых стран соответствующим образом ослабили свой контроль примерно в 1958 году. Другие архитекторы Бреттон-Вудской системы, американец Гарри Декстер Уайт и его руководитель Генри Моргенто, были менее радикальны, чем Кейнс, но согласились с необходимостью постоянного контроля за капиталом. В своем заключительном обращении к Бреттон-Вудской конференции Моргенто говорил о том, как принятые меры вытеснят «ростовщиков из храма международных финансов».
После кейнсианской революции экономисты практически не приводили возражений контролю за капиталом, кроме Милтона Фридмана. Однако с конца 1950-х годов эффективность контроля за движением капитала начала снижаться, отчасти из-за таких изменений, как рынок евродолларов . По словам Дэни Родрика, неясно, произошло ли это из-за нежелания правительств эффективно реагировать или из-за их неспособности сделать это. Часть источников утверждает, что активное лоббирование со стороны банкиров Уолл-стрит способствовало тому, что американские власти не стали подвергать рынок евродолларов контролю. С конца 1960-х годов преобладающее мнение экономистов начало склоняться к тому, что контроль за движением капитала в целом скорее вреден, чем полезен.
В то время как многие меры контроля за движением капитала регулировали деятельность международных финансистов и банкиров, некоторые были направлены на граждан. Например, в 1960-х годах британским гражданам в какой-то период времени было запрещено вывозить с собой за границу более 50 фунтов стерлингов. В своей книге «На этот раз всё будет иначе» экономисты Кармен Рейнхарт и Кеннет Рогофф предполагают, что использование средств контроля за движением капитала в этот период объясняет очень малое число банковских кризисов даже в большей степени, чем быстрый экономический рост.

### Постбреттон-вудская эпоха: 1971—2009
В конце 1970-х годов началось частичное замещение кейнсианства теориями свободного рынка, и страны начали отменять контроль за движением капитала, начиная с 1973—1974 годов в США, Канаде, Германии и Швейцарии, а затем в Великобритании с 1979. За ними в 1980-х и начале 1990-х годов последовали многие другие страны с развитой и развивающейся экономикой. В период 1980—2009 годов считалось, что следует избегать контроля за движением капитала за исключением, возможно, кризисных периодов. Было широко распространено мнение, что отсутствие контроля позволяет капиталу беспрепятственно перетекать туда, где он больше всего необходим, помогая не только инвесторам получать хорошую прибыль, но и помогая простым людям извлекать выгоду из экономического роста. В течение 1980-х годов многие страны с развивающейся экономикой последовали или были вынуждены последовать за развитыми странами, отказавшись от контроля за капиталом, хотя более 50 стран сохранили его в том или ином виде. Устойчивое мнение о том, что контролировать движение капитала — плохо, было подвергнуто сомнению после азиатского финансового кризиса 1997 года. Азиатские страны, сохранившие контроль над капиталом, в частности, Индия и Китай, смогли выйти из кризиса относительно невредимыми. Премьер-министр Малайзии Махатхир Мохамад в качестве чрезвычайной меры в сентябре 1998 года ввел такие меры контроля за движением капитала, как строгий валютный контроль, и ограничил отток портфельных инвестиций, что позвонило эффективно ограничить потери от кризиса. В начале 1990-х годов даже такие сторонники глобализма, как экономист Джагдиш Бхагвати и некоторые авторы таких изданий, как The Economist, заговорили о пользе ограниченного контроля за движением капитала. Но хотя многие развивающиеся страны мира потеряли веру в свободный рынок, западные страны продолжали его придерживаться.

### После кризиса 2008 г.
К 2009 году мировой финансовый кризис возродил ряд кейнсианских идей, что полностью изменило устоявшийся ранее порядок. Во время финансового кризиса в Исландии 2008—2011 годов МВФ предложил ввести контроль за оттоком капитала из страны, назвав его «важной основой денежно-кредитной политики, учитывающей масштабы потенциального оттока капитала».
Во второй половине 2009 года, когда мировая экономика начала восстанавливаться после мирового финансового кризиса, приток капитала в страны с развивающейся экономикой, особенно в Азии и Латинской Америке, резко усилился, что повысило риски финансовой стабильности. Некоторые стран отреагировали на эти риски, приняв меры контроля за движением капитала; например, Бразилия ввела налог на покупку финансовых активов иностранцами, а Тайвань ограничил доступ иностранных инвесторов к срочным вкладам.
Частичное возвращение контроля за движением капитала связано с большим принятием политиками макропруденциальной политики. По словам журналиста-экономиста Пола Мэйсона, международное соглашение о глобальном принятии макропруденциальной политики было достигнуто на саммите G-20 в Питтсбурге в 2009 году — соглашение, по словам Мэйсона, казалось невозможным на саммите в Лондоне, который состоялся всего за несколько месяцев до этого.
Заявления различных видных экономистов в поддержку идеи контроля за движением капитала, а также сообщение экономистов МВФ в феврале 2010 года, и последующее сообщение в апреле 2011 года подвели конец эпохе и ознаменовали смену позиции МВФ, гласившей, что контроль за движением капитала должен использоваться только в крайних случаях, как последнее средство и на временной основе.
В июне 2010 года Financial Times опубликовала несколько статей о тенденции к все большему применению средств контроля за движением капитала. Они отметили, что влиятельные представители Азиатского банка развития и Всемирного банка присоединились к МВФ, заявив, что контроль за движением капитала играет определённую роль. FT сообщила о недавнем ужесточении контроля в Индонезии, Южной Корее, Тайване, Бразилии и России. В Индонезии введенные меры контроля включали необходимость владения определёнными ценными бумагами в течение не менее одного месяца. В Южной Корее были установлены лимиты на валютные форвардные позиции. На Тайване доступ иностранных инвесторов к определённым банковским депозитам ограничен. FT предупредила, что введение контроля имеет обратную сторону, включая возможное появление будущих проблем с привлечением средств.
К сентябрю 2010 года развивающиеся страны получили огромный приток капитала в результате сделок кэрри-трейд, ставших привлекательными для участников рынка в связи с экспансионистской денежно-кредитной политикой, принятой некоторыми крупными странами в ответ на кризис. Это привело к тому, что такие страны, как Бразилия, Мексика, Перу, Колумбия, Корея, Тайвань, Южная Африка, Россия и Польша продолжили разработку мер контроля за движением капитала. В октябре, ссылаясь на растущую обеспокоенность по поводу потоков капитала и множество разговоров о неизбежной валютной войне, финансист Джордж Сорос предположил, что в ближайшие несколько лет контроль за движением капитала станет шире применяться. Но некоторые аналитики задавались вопросом, будет ли контроль эффективным для большинства стран, при этом министр финансов Чили, в частности, заявил, что его страна не планирует его задействовать.
В феврале 2011 года, ссылаясь на данные нового исследования МВФ о том, что ограничение притока краткосрочного капитала может снизить риски финансовой стабильности, более 250 экономистов во главе с Джозефом Стиглицем написали письмо в Администрацию Обамы с просьбой убрать пункты о наказании за использование средств контроля за движением капитала из двусторонних торговых соглашений. Бизнес сильно возражал этому, и администрация США не отреагировала на этот призыв, хотя некоторые личности, в том числе министр финансов Тимоти Гайтнер, высказывались в поддержку контроля за движением капитала, по крайней мере, при определённых обстоятельствах.
Эконометрический анализ, проведенный МВФ и другими экономистами, показал, что в целом, страны, где был введен контроль за движением капитала, пережили кризис 2008 года легче, чем сопоставимые страны, которые этого не сделали. В апреле 2011 года МВФ опубликовал свой первый набор принципов по применению средств контроля за движением капитала. На каннском саммите G-20 в ноябре 2011 года было решено, что развивающиеся страны должны иметь ещё большую свободу в использовании средств контроля за капиталом, чем позволяют руководящие принципы МВФ. Несколькими неделями позже Банк Англии опубликовал документ, в котором он в целом приветствовал решение G20 в пользу ещё более широкого использования средств контроля за движением капитала, хотя и предупреждал, что по сравнению с развивающимися странами странам с развитой экономикой может быть труднее внедрить эффективный контроль. Однако не все поддерживали более широкое использование средств контроля за движением капитала. Например, в декабре 2011 года Китай частично ослабил контроль за входящими потоками капитала, что, по мнению Financial Times, отражало стремление китайских властей к дальнейшей либерализации. Индия также отменила некоторые меры контроля за притоком капитала в начале 2012 года, вызвав критику со стороны экономистов, которые считали ослабление контроля за капиталом хорошей политикой для Китая, но не для Индии, учитывая отличающиеся экономические условия.
В сентябре 2012 года Майкл Клейн из Университета Тафтса оспорил устойчивое мнение, что краткосрочные меры контроля за капиталом могут быть полезны, опубликовав предварительное исследование, которое показало, что меры, используемые такими странами, как Бразилия, были неэффективными (по крайней мере, до 2010 года). Он утверждал, что только страны с продолжительным контролем за капиталом, такие как Китай и Индия, получили ощутимую защиту от неблагоприятных потоков капитала. В том же месяце была опубликована статья о постоянном и всеобъемлющем контроле за движением капитала в Индии, который, по-видимому, оказался неэффективным для достижения целей макроэкономической политики. Однако другие исследования показали, что средства контроля за движением капитала могут снизить риски финансовой устойчивости, в то время как меры контроля, принятые властями Бразилии после финансового кризиса 2008 года, действительно оказали некоторое положительное влияние на саму Бразилию.
Тем не менее, контроль за капиталом может иметь внешние последствия: некоторые эмпирические исследования показывают, что потоки капитала перенаправлялись в другие страны по мере ужесточения контроля за капиталом в Бразилии. В записке, подготовленной МВФ, исследуются различные последствия контроля за движением капитала и важность международного сотрудничества для достижения глобально эффективных результатов. Записка указывает на три потенциальные проблемы. Во-первых, это возможность того, что средства контроля за движением капитала могут использоваться как прикрытие определённых действий (например, когда средства контроля за притоком капитала используются для поддержания заниженной стоимости валюты). Во-вторых, введение одной страной контроля за капиталом может перенаправить часть капитала в другие страны-получатели, что усугубит их проблемы. В-третьих, политика (в том числе денежно-кредитная политика) в странах-источниках капитала может усугубить проблемы, с которыми сталкиваются страны-получатели капитала.
В документе, однако, утверждается, что если контроль за движением капитала оправдан с национальной точки зрения (с точки зрения сокращения внутренних сложностей), то в ряде обстоятельств его следует применять, даже если это влечет вторичные эффекты в других странах. Но если политика в одной стране усугубляет существующие перекосы в других странах, и ответные меры для других стран обходятся дорого, то многосторонняя координация политики, вероятно, может быть полезной.
В декабре 2012 года МВФ опубликовал документ, в котором дополнительно поддержал ограниченное использование средств контроля за движением капитала.

### Невозможная троица
История контроля над капиталом иногда обсуждается вместе с невозможной троицей — выводом о невозможности одновременно достичь более двух из следующих трех макроэкономических целей:
1. фиксированный валютный курс,
2. независимая денежно-кредитная политика государства,
3. свободное движение капитала (отсутствие контроля за капиталом)[12].

На первом этапе глобализации правительства в основном предпочитали поддерживать стабильный обменный курс, обеспечивая при этом свободу движения капитала. При этом их денежно-кредитная политика в значительной степени диктовалась международными условиями, а не потребностями внутренней экономики. В бреттон-вудском периоде правительства могли свободно использовать стабильные обменные курсы и независимую денежно-кредитную политику за счет контроля за движением капитала. Концепция невозможной троицы была особенно популярной в то время как средство оправдания контроля за движением капитала. После этого развитые страны обычно выбирали свободное движение капитала и независимую денежно-кредитную политику, принимая плавающий или полу-плавающий обменный курс.

## Свободное движение капитала
К полной свободе движения капитала пока приближались только отдельные взаимные отношения государств, имеющих соглашения о свободной торговле и относительной свободе движения капитала, например, Канада и США, либо о полной свободе капитала в еврозоне.
Нет единого мнения о том, выгодны ли ограничения контроля за движением капитала для развивающихся стран. Однако многие экономисты согласны с тем, что отмена контроля за капиталом при сохранении инфляционного давления не принесет пользы странам с высоким долгом и малыми валютными резервами. Когда, например, в Аргентине был отменен контроль за движением капитала, песо потерял 30 процентов своей стоимости по отношению к доллару.
Согласно исследованию 2016 года, внедрение контроля за движением капитала может быть выгодным в отношениях двух стран для той страны, которая осуществляет контроль за движением капитала. Эффекты контроля становятся менее однозначными, когда обе страны вводят контроль за капиталом.

### Аргументы в пользу свободного движения капитала
Сторонники свободной рыночной экономики заявляют о следующих преимуществах свободного движения капитала:
- Оно способствует общему экономическому росту, позволяя направлять сбережения на их наиболее продуктивное использование[25].
- Поощряя прямые иностранные инвестиции, это помогает развивающимся странам извлекать выгоду из зарубежных вложений.
- Позволяет государствам привлекать средства на внешних рынках, чтобы смягчить временные рецессии.
- Позволяет как вкладчикам, так и заемщикам обеспечить лучшую рыночную ставку[12].
- Когда к мерам контроля добавляются налоги, собранные средства порой используются коррумпированными чиновниками для личного обогащения.
- Компьютерные технологии дали возможность удобных электронных переводов для большего числа клиентов.

### Аргументы в пользу контроля за движением капитала
Экономисты, выступающие за контроль над капиталом, отметили следующее.
- Контроль за капиталом может представлять собой оптимальную макропруденциальную политику, которая снижает риск финансовых кризисов и защищает от связанных с ними внешних эффектов[4][44][56][57].
- Глобальный экономический рост был в среднем значительно выше в бреттон-вудские периоды, когда широко применялся контроль за движением капитала. Но, применив регрессионный анализ, такие экономисты, как Дэни Родрик, не обнаружили корреляции между ростом и свободным движением капитала[25].
- Контроль за движением капитала, ограничивающий право резидентов страны на владение иностранными активами, может гарантировать, что внутренний кредит будет доступен по более низкой цене, чем в противоположном случае. Такой контроль все ещё действует как в Индии, так и в Китае. В Индии это побуждает жителей предоставлять дешевые средства непосредственно правительству, в то время как в Китае это означает, что у китайских предприятий есть недорогой источник кредитов[9].
- После ослабления бреттон-вудского контроля за капиталом экономические кризисы стали происходить значительно чаще. Даже историки экономики, считающие контроль за капиталом репрессивным, пришли к выводу, что именно контроль за капиталом в большей степени, чем высокие темпы роста в тот период, был причиной редких кризисов.
- Крупный неконтролируемый приток капитала часто наносит ущерб экономическому развитию страны, вызывая повышение курса её валюты, способствуя инфляции и вызывая неустойчивый экономический бум, который часто предшествует финансовым кризисам, вызванным резкой сменой притока капитала на бегство как внутреннего, так и иностранного капитала, из страны. Риск кризиса особенно высок в развивающихся странах, где входящие потоки представляют собой ссуды, деноминированные в иностранной валюте, что повышает выплаты по ним по мере обесценивания валюты развивающейся страны (первородный грех)[9][58][59].